# Baaora spinosa
Baaora spinosa är en insektsart som först beskrevs av M. Firoz Ahmed 1971.  Baaora spinosa ingår i släktet Baaora och familjen dvärgstritar.
Artens utbredningsområde är Pakistan. Inga underarter finns listade i Catalogue of Life.